# Kathrin Neimke
Kathrin Neimke (República Democrática Alemana, 18 de julio de 1966) fue una atleta alemana, especializada en la prueba de lanzamiento de peso en la que llegó a ser subcampeona mundial en 1987.

## Carrera deportiva
En el Mundial de Roma 1987 ganó la medalla de plata en el lanzamiento de peso, llegando hasta los 21.21 metros, tras la soviética Natalya Lisovskaya (oro con 21.24 metros que fue récord de los campeonatos) y por delante de su compatriota la también alemana Ines Müller, que ganó el bronce con 20.76 metros.